# Драган Секулић
Драган Секулић (Прилеп, 1947 — Прилеп, 2000) био је цртач и дизајнер, један од раних аутора стрипова и карикатура у СР Македонији.

## Биографија
Секулић је рођен у Прилепу 1947. године. Први пут је цртао карикатуре 1961/1962. за зидне новине у основној школи "Кочо Рацин" у Прилепу.
Прву карикатуру му је објавио тада најважнији југословенски часопис за младе, београдски Кекец, и касније цртеж групе "Ролингстонси" популарни магазин Џубокс. Још као средњошколац, почев од 1966, Секулић је радио недељни стрип "Трпко" који је објављивао у локалним новинама Народен глас.
Био је аутор више дизајнерских решења за књиге и индустријски дизајн за фирме "Микросам", "Пролукс" итд. Аутор је знакова за "Леснина инжењерство", "Еуроинвест", хотел "Липа, као и заштитног знака за "Макпетрол" из Скопља.
Секулић је био уредник у часопису Стремеж, као и уредник Народног гласа, који је на првој страни годинама доносио његову актуелну карикатуру, често и у облику стрипа.
За плакат представе "Лепа Ангелина" Македонског народног позоришта добио је награду за најбољи плакат на Позоришном фестивалу "Војдан Чернодрински" 1997. године. Огледајући се и у новим технологијама, Секулић је 1998. освојио прву награду на међународном такмичењу софтверске фирме "Корел" из Канаде за најуспешнији цртеж реализован у програму Корел дроу, у категорији до 2600 потеза рачунара.
За своја достигнућа био је добитник и других награда и признања, а посмртно је добио награду "Златно сунце".
Од цртања и дизајна није одустајао све до преране смрти у 53. години живота.